# Gabbeh
Gabbeh (persa: گبه) és una pel·lícula iraniana de 1996 dirigida per Mohsen Makhmalbaf. Es va projectar a la secció Un Certain Regard al 49è Festival Internacional de Cinema de Canes. La pel·lícula va ser seleccionada com a entrada iraniana per al Millor pel·lícula en llengua estrangera als Premis Oscar de 1997, però no va ser acceptat com a nominada.

## Argument
La pel·lícula deriva el seu nom d’un tipus de catifa persa. Comença mostrant una parella d'ancians, portant el seu gabbeh, caminant cap a un riu amb l'esperança de rentar-la. Quan la catifa s'estén a terra, una noia, coneguda com Gabbeh, en surt màgicament. La pel·lícula segueix la seva història i el públic descobreix la seva família, el seu oncle que espera trobar una núvia i, el més important, el seu anhel d'un jove amb qui espera casar-se.

## Repartiment
- Abbas Sayah com a oncle
- Shaghayeh Djodat com a Gabbeh
- Hossein Moharami com a vell
- Rogheih Moharami com a vella
- Parvaneh Ghalandari

## Llaçamentnt
La pel·lícula es va estrenar al 49è Festival Internacional de Cinema de Canes. Poc després va ser prohibida a l'Iran per ser "subversiva".

## Premis
- Premi al millor director i Premi de la Crítica José Luis Guarner, XXIX Festival Internacional de Cinema Fantàstic de Sitges, 1996[5]
- Premi a la millor contribució artística, Festival Internacional de Cinema de Tòquio
- Una de les 10 pel·lícules seleccionades per la crítica – Times (EUA) 1996.[6]